# Apodytes brachystylis
Apodytes brachystylis är en tvåhjärtbladig växtart som beskrevs av Ferdinand von Mueller. Apodytes brachystylis ingår i släktet Apodytes och familjen Icacinaceae. Inga underarter finns listade i Catalogue of Life.